# Maharana Pratap
Pratap Singh I (phát âmⓘ;9 tháng 5 năm 1540 - 19 tháng 1 năm 1597), thường được biết đến với cái tên Maharana Pratap, là vị vua thứ 13 của Mewar, một vùng ở tây bắc Ấn Độ thuộc bang Rajasthan ngày nay.Ông được đặt tên là "Mewari Rana" và nổi tiếng với cuộc kháng chiến quân sự chống lại chủ nghĩa bành trướng của Đế chế Mughal. Ông không chấp nhận sự khuất phục của Hoàng đế Mughal Akbar và đấu tranh trong nhiều năm. Maharana Pratap Singh cũng nhiều lần đánh bại quân Mughals trong trận chiến.

## Nơi sinh
Có hai giả thiết cho câu hỏi về nơi sinh của Maharana Pratap. Maharana Pratap đầu tiên được sinh ra ở pháo đài Kumbhalgarh vì Maharana Udai Singh và Jayavantabai đã kết hôn trong cung điện Kumbhalgarh. Niềm tin thứ hai là ông được sinh ra trong các cung điện của Pali. Mẹ của Maharana Pratap tên là Jayavanta Bai, con gái của Sonagara Akhairaj người Pali. Thời thơ ấu của Maharana Pratap đã trải qua với cộng đồng Bhil, anh học võ thuật cùng với các Bhils, các Bhils gọi con trai của họ là Kika, vì vậy các Bhils thường gọi Maharana là Kika. Theo cuốn sách Hinduva Surya Maharana Pratap của tác giả Vijay Nahar, Uday Singh bị bao vây bởi chiến tranh và bất an khi Pratap được sinh ra. Kumbhalgarh không được an toàn theo bất kỳ cách nào. Raja Maldev của Jodhpur là quyền lực nhất ở Bắc Ấn Độ trong những ngày đó. Và cha con của Jaiwanta Bai và con trai của Soni, Sonagara Akheraj Maldev là một vị tướng và phong kiến đáng tin cậy.
Vì lý do này mà Pali và Marwar được an toàn về mọi mặt. Do đó Jayavanta Bai đã được gửi đến Pali. V. Không. Jyestha Shukla Tritiya số 1597 Pratap sinh ra ở Pali Marwar. Khi nhận được tin vui về sự ra đời của Pratap, quân đội của Uday Singh bắt đầu cuộc hành quân và giành chiến thắng trước Banveer trong cuộc chiến Mavali và chiếm lấy ngai vàng của Chittor. Theo cuốn sách, phụ tá chính của Maharana Pratap, Devendra Singh Shaktawat, một sĩ quan đã nghỉ hưu của Cơ quan Hành chính Ấn Độ, nơi sinh của Maharana Pratap hiện tại ở Juni Kachahari Pali, tàn tích của thành Maharao. Ở đây đền thờ Kuldevi Naganachi của Sonagar vẫn an toàn. Sách kể lại, theo truyền thống xưa, con trai đầu lòng của con gái là ở rể.
Theo nhà sử học Arjun Singh Shekhawat, biểu đồ ngày sinh của Maharana Pratap là từ hệ thống dayman cũ từ nửa đêm 17/12 đến 12/57 tính từ thời điểm sinh ra. Điều quan trọng là phải biết mặt trời quang đãng vào ngày 5/51 Palma trên Sunrise 0/0, điều này được tạo hóa ưu ái. Nếu tử vi này xảy ra ở Chittor hoặc một nơi nào đó của Mewar, thì lượng ánh sáng mặt trời vào buổi sáng sẽ khác. Tính toán vị trí của Pandit tương tự như dấu hiệu mặt trời buổi sáng sớm Rashi Kala Vikala Pali.
Lịch sử cuốn sách Sonagara Sanchora Chauhan 1987 của Tiến sĩ Hukm Singh Bhati và cuốn sách Khyat Marwar Ra Pargana Ri của nhà sử học Muhta Nainasi cũng được thể hiện rõ trong quá khứ "Kanye Javantabai của người Pali nổi tiếng Thakur Akheraj Sonagara, V. số 1597, Jestha Sudi 3 vào Chủ nhật từ mặt trời mọc 47 Đồng hồ chuyển sang ngày 13 đã sinh ra một đứa trẻ rực rỡ như vậy. Phước cho vùng đất Pali này đã sinh ra một viên ngọc quý như Pratap."

## Đời sống
Anh sinh ra ở Kumbhalgarh, Rajasthan ngày nay, với Maharana Uday Singh và mẹ Rani Jaywant Kanwar. Theo nhà văn James Tod, Maharana Pratap sinh ra ở Kumbhalgarh, Mewar. Theo nhà sử học Vijay Nahar, Rajput Maharana Pratap được sinh ra trong cung điện của Pali, theo truyền thống của xã hội và biểu đồ sinh của Maharana Pratap.

### Trích dẫn
1. ↑  Maharana Pratap được các Bhils gọi là "Kika" là vua của họ.